# Pont de Sant Roc
El Pont de Sant Roc és un pont d'Olot (Garrotxa) protegit com a Bé Cultural d'Interès Local.

## Descripció
Es tracta d'un pont situat damunt el riu Fluvià. Fa possible el pas entre el passeig de Sant Roc i el barri del mateix nom. Disposa de tres arcades, més gran la central que les dues laterals. Va ser bastit amb carreus molt ben tallats, alguns d'ells de pedra volcànica.

## Història
Olot es veu sotmesa durant el primer terç del segle xix a importants fets d'armes que condicionen fortament el desenvolupament normal de la ciutat.
Les obres d'urbanització seran limitades i se centren fonamentalment en les fortificacions de turons que envolten la vila, la plantació d'arbres al Firal, la reedificació de la capella de Sant Francesc, la construcció del pont de Sant Roc, la construcció del primer edifici del Teatre, la reconstrucció de la casa de la Vila i l'edificació de diversos habitatges, com la torre Castanya.